# Mihail Seulescu
Mihail Seulescu a fost ministru de finanțe al României în anul 1918.
| Portal icon | Portal România în Primul Război Mondial |

| Portal icon | Portal Istorie |